# Districtul Martin

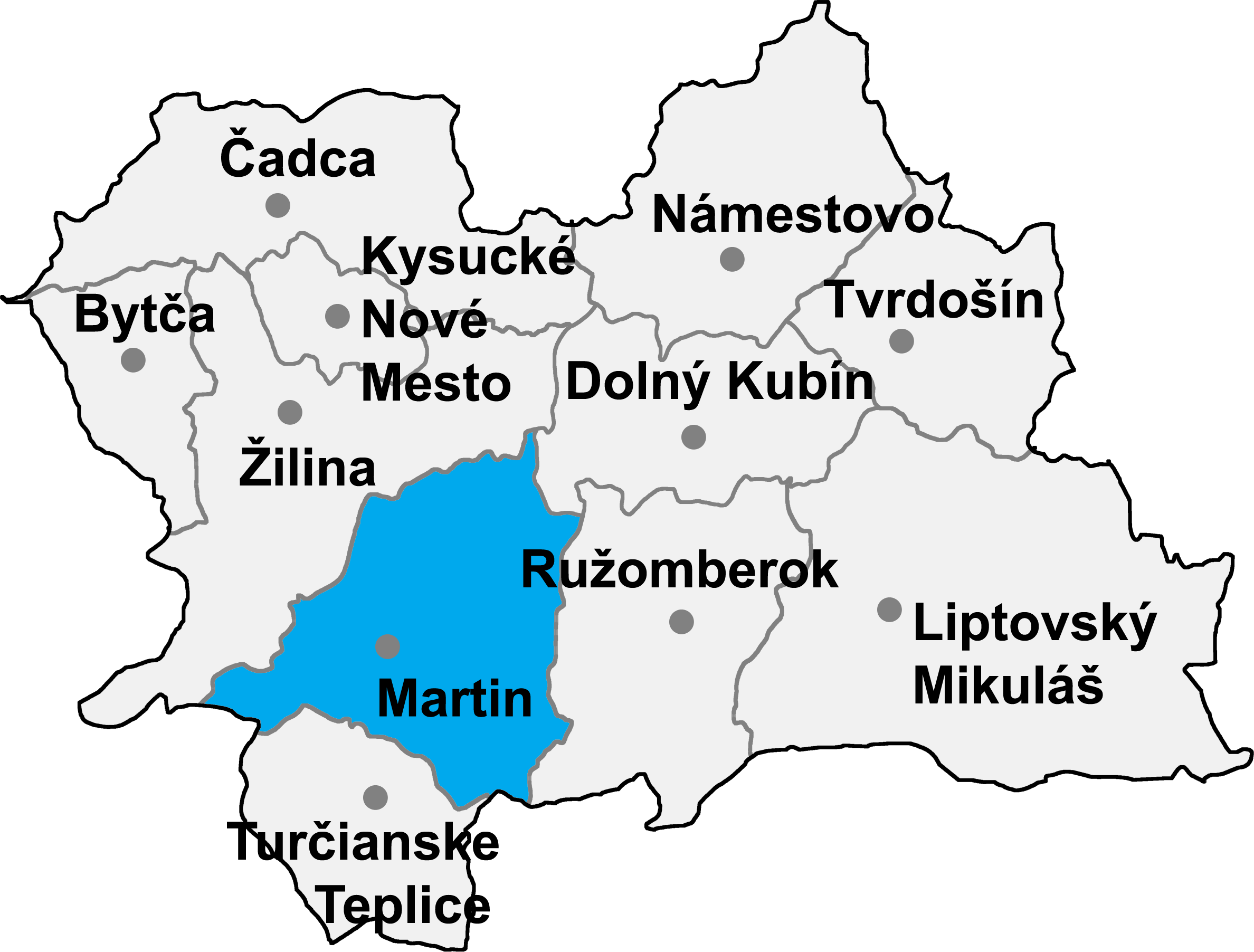
Districtul Martin

Districtul Martin (okres Martin) este un district în Slovacia centrală, în Regiunea Žilina. 

## Demografie
| An:                | 1994   | 2004   | 2014   | 2024   |
| ------------------ | ------ | ------ | ------ | ------ |
| Număr de persoane: | 97.600 | 97.671 | 96.887 | 92.817 |
| Diferență:         |        | +0,07% | −0,80% | −4,20% |

| An:                | 2023   | 2024   |
| ------------------ | ------ | ------ |
| Număr de persoane: | 93.041 | 92.817 |
| Diferență:         |        | −0,24% |

## Comune
- Belá-Dulice
- Benice
- Blatnica
- Bystrička
- Diaková
- Dolný Kalník
- Dražkovce
- Ďanová
- Folkušová
- Horný Kalník
- Karlová
- Kláštor pod Znievom
- Košťany nad Turcom
- Krpeľany
- Laskár
- Ležiachov
- Lipovec
- Martin
- Necpaly
- Nolčovo
- Podhradie
- Príbovce
- Rakovo
- Ratkovo
- Sklabiňa
- Sklabinský Podzámok
- Slovany
- Socovce
- Sučany
- Šútovo
- Trebostovo
- Trnovo
- Turany
- Turčianska Štiavnička
- Turčianske Jaseno
- Turčianske Kľačany
- Turčiansky Ďur
- Turčiansky Peter
- Valča
- Vrícko
- Vrútky
- Záborie
- Žabokreky